# 1070
1070 (MLXX) je bilo navadno leto, ki se je po julijanskem koledarju začelo na petek.

## Dogodki

### Normanska Anglija
- Nadaljuje in zaključi se Pustošenje Severa  (ang. Harrying of the North, 1069-70): ker je angleški kralj Vilijem ukazal pobiti in hkrati uničiti še vsa sredstva preživljanja, v tem letu na severu sledi smrtonosna lakota. Po pustošenju začne z obnovo, najprej gradov in katedral. ↓
- → Spomladi se vrne manjša danska flota, ki jo je poslal danski kralj Sven II., in okrepi nastajajoče jedro odpora v zamočvirjeni in naravno zaščiteni pokrajini Fens (točneje Isle of Ely). V zaščiti močvirja vodita protinormanski odpor razlaščeni northumbrijski grof Morcar in Hereward Pazljivi. Danski kralj Sven II. kljub začetni podpori upornikom kasneje istega leta sklene mirovni sporazum z Viljemom in se umakne iz Anglije.

- 11. april - Kralj Vilijem odstavi anglosaksonskega canterburijskega nadškofa Stiganda in imenuje Italijana Lanfranca, ki je predhodno vodil opatijo Bec v Normandiji. Lanfranc najprej začne z obnovo Canterburyjske stolnice. Od prvotno vseh anglosaksonskih škofov in opatov ostaneta zgolj dva, vsi ostali imenovani so iz Normandije.
- 1. junij -  Hereward opleni opatijo Peterborough v vzhodni Angliji.
- Škotski kralj Malcolm II. poskusi z vpadom v severno Anglijo, vendar je zavrnjen in se primoran umakniti nazaj na Škotsko.
- Hugh d'Avranches, normanski grof Chesterja, posesti ob Walesu, organizira čezmejni pregon valižanskih roparjev in zavzame dele žepne kraljevine Gwent.
- Kralj Viljem da Judom iz Normandije dovoljenje za naselitev v Angliji.

### Ostalo
- Vstaja puritanskih patarenov v Milanu, ki v odstop prisilijo podkupljivega škofa Gvida. Patareni, ki podpirajo papeža Aleksandra II. za novega škofa izvolijo Atona. Papež pritrdi njihovi odločitvi. Drugačnega mnenja pa so nemški cerkveni knezi, svetovalci mladega kralja Henrika IV., ki poskušajo vsiliti svojega kandidata Gotfrida. 1073 ↔
- Ustanovitev mesta Bergen na Norveškem. Olaf III. ga izbere za prestolnico do leta 1314, ko ga zamenja Oslo.
- Na Švedskem odstavijo kralja Halstena Stenkilssona. Zamenja ga Haakon Rdeči s sokraljem Anundom Gaardskenom. Devet let kasneje postane Halsten še enkrat kralj.
- Rekonkvista: Grofija Urgell zavzame mavrsko trdnjavo Agramunt.
- Seldžuki osvojijo Alep v današnji Siriji, vendar proti Bizantincem še ostajajo v defenzivi.
- Dinastija Song: kitajski učenjak Su Song, najbolj znan kot izumitelj astronomske ure na vodni pogon, dokonča naravoslovno delo »Ilustrirana farmakopeja« (Bencao Tujing), kompilacijo farmacevtskega znanja iz botanike, zoologije in mineralogije.
- Vietnam: pod dinastijo Ly je v Hanoiju dokončan konfucijanski Hram literature.

## Rojstva
- Abraham Hija, španski judovski astronom, matematik, astrolog in filozof († 1136)
- Álmoš, ogrski plemič, hrvaški ban († 1129)
- Gilbert iz Poitiersa, francoski logik, filozof in teolog († 1121)
- Hugo de Payens, ustanovitelj meniškega vojaškega reda templarjev († 1136)
- Ibn Al-Kalanisi, arabski kronist († 1160)
- Koloman Ogrski, kralj Madžarske, Hrvaške in Dalmacije († 1116)
- Thurstan, yorški nadškof († 1140)
- Vilijem iz Champeauxa, francoski filozof in teolog († 1121)
- William de Corbeil, canterburyjski nadškof († 1136)
- Zajin al-Din Gorgani, perzijski zdravnik († 1136)

## Smrti
- 6. julij - Godelina, flamska svetnica (* 1049)
- 17. julij - Baldvin VI., flamski grof (* 1030)